# Preston (Missouri)
Preston è un villaggio degli Stati Uniti d'America, situato nello Stato del Missouri, nella contea di Hickory.